# Emanuel Lundström
Valfrid Viktor Emanuel Lundström, född 20 september 1896 i Stockholm, död 1962 och begravd 27 november på Sandsborgskyrkogården i Stockholm, var en svensk idrottsman (långdistanslöpare). Han tävlade för Fredrikshofs IF i Stockholm.
Lundström vann SM-guld på 10 000 meter samt i terränglöpning 8 km år 1921.

### Fotnoter
1. 1 2  Rotemannen, CD-ROM, Sveriges Släktforskarförbund/Stockholms Stadsarkiv (2012).
2. ↑  Sandsborgskyrkogården, kvarter 02, gravnummer 635